# Lobophytum delectum
Lobophytum delectum är en korallart som beskrevs av Tixier-Durivault 1966. Lobophytum delectum ingår i släktet Lobophytum och familjen läderkoraller. Inga underarter finns listade i Catalogue of Life.